# Hubîn, Lokaci
Hubîn (în ucraineană Губин) este un sat în comuna Viinîțea din raionul Lokaci, regiunea Volînia, Ucraina.

## Demografie
Componența lingvistică a localității Hubîn
     Ucraineană (99,28%)
     Alte limbi (0,72%)
Conform recensământului din 2001, majoritatea populației localității Hubîn era vorbitoare de ucraineană (99,28%), existând în minoritate și vorbitori de alte limbi.